# Flashback!
Flashback! é o álbum de estreia da banda brasileira de música pop Cine, lançado em 16 de junho de 2009 pela Mercury Records e Universal Music. O disco contém 13 faixas.
De Flashback!, três singles foram lançados. O primeiro, "Garota Radical", fez enorme sucesso pelo país, alcançando a 40ª posição na tabela Hot 100 Airplay, da revista Billboard Brasil e incluída na trilha sonora da telenovela brasileira Bela, a Feia, exibida pela Rede Record. Além de "Se Você Quiser" e "A Usurpadora". 

## Faixas
| Edição padrão |                        |                |         |  |
| N.º           | Título                 | Compositor(es) | Duração |  |
| 1.            | "Garota Radical"       | Cine           | 2:56    |  |
| 2.            | "A Usurpadora"         | Cine           | 3:01    |  |
| 3.            | "Dance e Não se Canse" |                | 3:30    |  |
| 4.            | "Prometa"              |                | 3:30    |  |
| 5.            | "A Noite Virou Dia"    | Cine           | 3:27    |  |
| 6.            | "Yeah! Yeah!"          | Cine           | 3:15    |  |
| 7.            | "Se Você Quiser"       | Cine           | 3:25    |  |
| 8.            | "Vem Aqui"             | Cine           | 3:11    |  |
| 9.            | "Flashback"            | Cine           | 2:24    |  |
| 10.           | "Chamada Perdida"      | Cine           | 3:10    |  |
| 11.           | "Dezembro"             | Cine           | 3:23    |  |
| 12.           | "Não Mais"             | Cine           | 3:43    |  |
| 13.           | "As Cores"             | Cine           | 3:54    |  |